# Baumgarten (Sonnenberg)

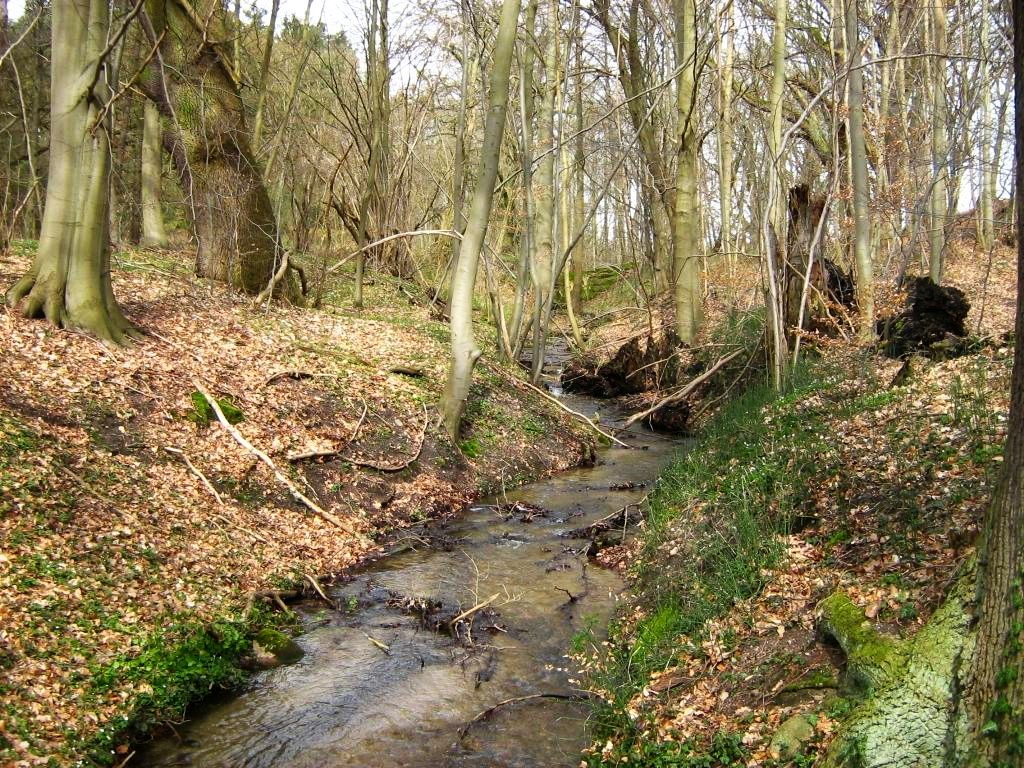
Fließ vom Kirch- zum Huwenowsee an der Baumgartner Dorfbadestelle.

Baumgarten ist ein Dorf im brandenburgischen Landkreis Oberhavel. Es liegt zwischen dem Kirchsee und dem Kleinen Dölschsee, etwa vier Kilometer südlich des Ortes Sonnenberg, dessen Ortsteil es seit 1998 ist. Das Ortsbild wird geprägt von einer Feldsteinkirche mit einem quadratischen verbretterten Holzturm an ihrer Westseite.

## Geschichte
Erstmals urkundlich erwähnt ist der Ort 1348 als Bomgard. Im 14. und 15. Jahrhundert war der größte Teil des Orts im Besitz derer von Pfuel, bis Melchior von Pfuel diesen 1495 verkaufte. Um 1500 gehörte Baumgarten zur im Kern reichsunmittelbaren Herrschaft Ruppin der Grafen von Lindow-Ruppin. Er war Rittersitz der Herren von Flanß. Vor dem Dreißigjährigen Krieg erwarb die Familie von der Groeben Ländereien um Baumgarten und richtete einen zweiten Gutshof ein, später erwarben sie auch den Gutsbesitz der Herren von Flanß. Um 1735 erhielt Herrmann Graf von Wartensleben auf Rauschendorf, der seit 1723 mit einer Erbtochter der von Groebens verheiratet war, Baumgarten zusammen mit Meseberg. Die Töchter verkauften Baumgarten zusammen mit drei weiteren Gütern 1774 an den Prinzen Heinrich in Rheinsberg, der den Güterkomplex seinem Günstling Major Kaphengst schenkte. Baumgarten blieb bis ins 20. Jahrhundert über gemeinsame Besitzer mit Meseberg verbunden. Außer dem Gutsbetrieb existierten südlich des Ortes zwei Wassermühlen, zugehörig war auch der Ferdinandshof. Der Gutsbezirk Baumgarten mit der Försterei Friedenshorst und den Abbauten der Großen Mühle wurde 1928 in einem Gemeindebezirk vereinigt. Im Zuge der kommunalen Neuordnung des Landes Brandenburg wurde die Gemeinde Baumgarten mit Wirkung vom 27. September 1998 in die Gemeinde Sonnenberg eingemeindet.

### Einwohnerentwicklung
| Datum      | Einwohner |
| ---------- | --------- |
| 1766       | 103       |
| 1785       | 136       |
| 1800       | 131       |
| 1817       | 131       |
| 1840       | 145       |
| 1858       | 172       |
| 1895       | 163       |
| 1925       | 130       |
| 1939       | 137       |
| 1946       | 241       |
| 1964       | 187       |
| 27.09.1998 | 98        |